# Championnat de France de football de deuxième division 1974-1975
Navigation
Division 2 1973-1974 Division 2 1975-1976
Le Championnat de France de football de Division 2 1974-1975 avec deux poules géographiques de 18 et 17 clubs, voit l’attribution du titre à l’AS Nancy-Lorraine, qui accède en première division en compagnie de l’US Valenciennes-Anzin et de l’Olympique avignonnais. 
Un système de bonus est mis en place : un point de bonus est attribué à l’équipe qui gagne un match avec un écart d’au moins deux buts.

## Les 35 clubs participants
| Groupe Nord (Groupe A) - Amiens SC - AS Angoulême - AJ Auxerre - US Boulogne - Stade brestois - AC Cambrai - US Dunkerque - Entente Bagneaux-Fontainebleau-Nemours - FC Gueugnon - SC Hazebrouck - Stade lavallois - FC Lorient - CA Mantes-la-Ville - Paris FC - Stade Quimpérois - FC Rouen - CS Sedan-Ardennes - US Valenciennes-Anzin | Groupe Sud (Groupe B) - AC Ajaccio (abandon) - Olympique avignonnais - RCFC Besançon - AS Béziers - AAJ Blois - FC Bourges - AS Cannes - LB Châteauroux - ECAC Chaumont - SAS Épinal - FC Martigues - EDS Montluçon - FC Mulhouse - AS Nancy-Lorraine - FC Sète - SC Toulon - Toulouse FC - Tours FC |

## Classement final
Victoire à 2 points

### Groupe A
| Rang | Équipe                | Pts | J  | G  | N  | P  | Bp | Bc | Diff | Bon |
| ---- | --------------------- | --- | -- | -- | -- | -- | -- | -- | ---- | --- |
| 1    | US Valenciennes-Anzin | 53  | 34 | 19 | 9  | 6  | 59 | 27 | +32  | +6  |
| 2    | FC Rouen              | 52  | 34 | 19 | 10 | 5  | 59 | 34 | +25  | +4  |
| 3    | FC Lorient            | 46  | 34 | 18 | 8  | 8  | 50 | 31 | +19  | +2  |
| 4    | CS SedanR             | 46  | 34 | 15 | 8  | 11 | 57 | 40 | +17  | +8  |
| 5    | FC Gueugnon           | 43  | 34 | 13 | 13 | 8  | 46 | 31 | +15  | +4  |
| 6    | USL Dunkerque         | 42  | 34 | 17 | 8  | 9  | 46 | 40 | +6   | 0   |
| 7    | AS Angoulême          | 40  | 34 | 13 | 9  | 12 | 56 | 50 | +6   | +5  |
| 8    | Amiens SCP            | 39  | 34 | 15 | 6  | 13 | 42 | 40 | +2   | +3  |
| 9    | US Boulogne           | 37  | 34 | 13 | 8  | 13 | 40 | 33 | +7   | +3  |
| 10   | AJ AuxerreP           | 37  | 34 | 14 | 8  | 12 | 36 | 31 | +5   | +1  |
| 11   | Stade lavallois       | 36  | 34 | 14 | 5  | 15 | 50 | 46 | +4   | +3  |
| 12   | Entente MF 77         | 34  | 34 | 11 | 9  | 14 | 43 | 53 | -10  | +3  |
| 13   | Stade brestois        | 33  | 34 | 10 | 10 | 14 | 50 | 52 | -2   | +3  |
| 14   | SC Hazebrouck         | 30  | 34 | 8  | 12 | 14 | 30 | 49 | -19  | +2  |
| 15   | Paris FCR             | 30  | 34 | 11 | 8  | 15 | 31 | 54 | -23  | 0   |
| 16   | AC Cambrai            | 25  | 34 | 6  | 11 | 17 | 35 | 50 | -15  | +2  |
| 17   | Stade QuimpéroisP     | 23  | 34 | 6  | 9  | 19 | 40 | 69 | -29  | +2  |
| 18   | CA Mantes             | 17  | 34 | 4  | 9  | 21 | 31 | 71 | -40  | +0  |

| Légende : Promotions et relégations | Légende : Promotions et relégations     |
| ----------------------------------- | --------------------------------------- |
|                                     | Promu en première division              |
|                                     | Participation aux barrages de promotion |
|                                     | Relégation en troisième division        |
|                                     | P : Promu R : Relégué                   |

### Groupe B
| Rang | Équipe                | Pts | J  | G  | N  | P  | Bp | Bc | Diff | Bon |
| ---- | --------------------- | --- | -- | -- | -- | -- | -- | -- | ---- | --- |
| 1    | AS Nancy-Lorraine     | 52  | 32 | 17 | 8  | 7  | 73 | 34 | +39  | +10 |
| 2    | Olympique avignonnais | 46  | 32 | 16 | 9  | 7  | 57 | 31 | +26  | +5  |
| 3    | SC Toulon             | 46  | 32 | 18 | 8  | 6  | 44 | 22 | +22  | +2  |
| 4    | AS Cannes             | 44  | 32 | 16 | 7  | 9  | 56 | 37 | +19  | +5  |
| 5    | EDS Montluçon         | 41  | 32 | 14 | 12 | 6  | 40 | 35 | +5   | +1  |
| 6    | Toulouse FC           | 39  | 32 | 13 | 10 | 9  | 49 | 48 | +1   | +3  |
| 7    | FC Martigues          | 37  | 32 | 13 | 9  | 10 | 47 | 44 | +3   | +2  |
| 8    | FC Sète               | 32  | 32 | 9  | 11 | 12 | 38 | 37 | +1   | +3  |
| 9    | RCFC Besançon         | 32  | 32 | 11 | 7  | 14 | 48 | 52 | -4   | +3  |
| 10   | LB Châteauroux        | 31  | 32 | 11 | 8  | 13 | 41 | 44 | -3   | +1  |
| 11   | FC Tours              | 31  | 32 | 10 | 9  | 13 | 41 | 50 | -9   | +2  |
| 12   | ECAC Chaumont         | 31  | 32 | 10 | 9  | 13 | 38 | 47 | -9   | +2  |
| 13   | AS Béziers            | 30  | 32 | 10 | 7  | 15 | 49 | 60 | -11  | +3  |
| 14   | FC Mulhouse           | 29  | 32 | 8  | 10 | 14 | 46 | 57 | -11  | +3  |
| 15   | SAS Épinal            | 28  | 32 | 8  | 12 | 12 | 32 | 52 | -20  | 0   |
| 16   | FC Bourges            | 27  | 32 | 7  | 11 | 14 | 26 | 37 | -11  | +2  |
| 17   | AAJ Blois             | 16  | 32 | 4  | 7  | 21 | 28 | 66 | -38  | +1  |
| 18   | AC Ajaccio            | 0   | 0  | 0  | 0  | 0  | 0  | 0  | 0    | 0   |

## Attribution du titre
La formule du tournoi est appliquée pour permettre de décerner le titre honorifique de champion de France de division 2. Les vainqueurs des deux groupes vont se rencontrer sur deux matchs aller et retour et le vainqueur sera alors sacré champion.
- US Valenciennes-Anzin 0-0 Association Sportive Nancy-Lorraine
- Association Sportive Nancy-Lorraine 4-0 US Valenciennes-Anzin

L'Association Sportive Nancy-Lorraine est sacrée championne de France de Deuxième division

## Barrages pour l'accession en division 1
Les deux deuxièmes vont se rencontrer en matchs aller-retour de barrage pour désigner le troisième club qui accèdera à la première division.
- Olympique avignonnais 3-0 FC Rouen
- FC Rouen 2-0 Olympique avignonnais

À l'issue des barrages le FC Rouen reste en deuxième division et l'Olympique avignonais est promu en première division.

## À l’issue de ce championnat
- L'Association Sportive Nancy-Lorraine, l'US Valenciennes-Anzin et l'Olympique avignonnais sont promus en championnat de première division.
- Équipes reléguées de la première division : le Stade rennais FC, le Red Star FC et le SCO Angers.
- Les six équipes reléguées en Championnat de France de troisième division : Stade Quimpérois, Athlétic Club Cambrésien, CA Mantes-la-Ville, AAJ Blois et du FC Bourges.
- Les équipes de l'US Malakoff, SR Saint-Dié, SO Cholet, SM Caen, Gazélec Ajaccio et JGA Nevers sont promues en championnat de deuxième division.

## Les champions de France de division 2
| Joueur                | Nationalité | Poste             | Matchs joués | Buts |
| --------------------- | ----------- | ----------------- | ------------ | ---- |
| Antoine Redin         | France      | entraîneur        | 32           | -    |
| Carlos Curbelo        | France      | Défenseur         | 32           | 1    |
| Patrick Bernhard      | France      | Gardien de but    | 32           | 0    |
| Jean Palka            | France      | Défenseur         | 32           | 0    |
| Jean-Pierre Raczynski | France      | Défenseur         | 32           | 0    |
| Michel Platini        | France      | Milieu de terrain | 32           | 17   |
| Christian Donnat      | France      | Milieu de terrain | 31           | 2    |
| Joaquim Martínez      | Argentine   | Attaquant         | 30           | 29   |
| José Lopez            | France      | Défenseur         | 28           | 1    |
| Ange Di Caro          | France      | Attaquant         | 27           | 5    |
| Robert Rico           | France      | Milieu de terrain | 18           | 2    |
| Sylvain Jannaud       | France      | Milieu de terrain | 17           | 6    |
| Jean-Paul Cohuet      | France      | Milieu de terrain | 11           | 3    |
| Serge Mesonès         | France      | Milieu de terrain | 10           | 2    |
| Michel Lanini         | France      | Milieu de terrain | 9            | 0    |
| Claude Deplanche      | France      | Défenseur         | 5            | 0    |
| Jean-Marc Giachetti   | France      | Attaquant         | 5            | 0    |
| P. Precheur           | France      | Défenseur         | 4            | 0    |
| Hervé Mariot          | France      | Défenseur         | 3            | 0    |
| Jean-Marie Frechein   | France      | Attaquant         | 2            | 0    |
| Pavageau              | France      | Attaquant         | 1            | 0    |

## Buteurs
| Place | Joueur           | Nationalité | Club                 | Buts | Groupe |
| ----- | ---------------- | ----------- | -------------------- | ---- | ------ |
| 1er   | Joaquim Martinez | France      | AS Nancy-Lorraine    | 28   | Gr B   |
| 2e    | Georg Tripp      | Allemagne   | Stade lavallois      | 25   | Gr A   |
| 3e    | Saar Boubacar    | Sénégal     | SC Toulon            | 22   | Gr B   |
| -     | Yvon Delestre    | France      | LB Châteauroux       | 22   | Gr B   |
| 5e    | Albert Lemaître  | France      | FC Rouen             | 21   | Gr A   |
| -     | Jacky Castellan  | France      | Olympique avignonais | 21   | Gr B   |

## Sources
- L'Équipe (Août 1973 à Juin 1974)
- France Football (Août 1973 à Juin 1974)